# Octomeria exigua
Octomeria exigua är en orkidéart som beskrevs av Charles Schweinfurth. Octomeria exigua ingår i släktet Octomeria och familjen orkidéer. Inga underarter finns listade i Catalogue of Life.